# سبدنشین تاج‌روشن
سبدنشین تاج‌روشن (نام علمی: Cisticola cinnamoneus) نام یک گونه از تیره سبدنشینان است.